# Seznam vrcholů v Tribči

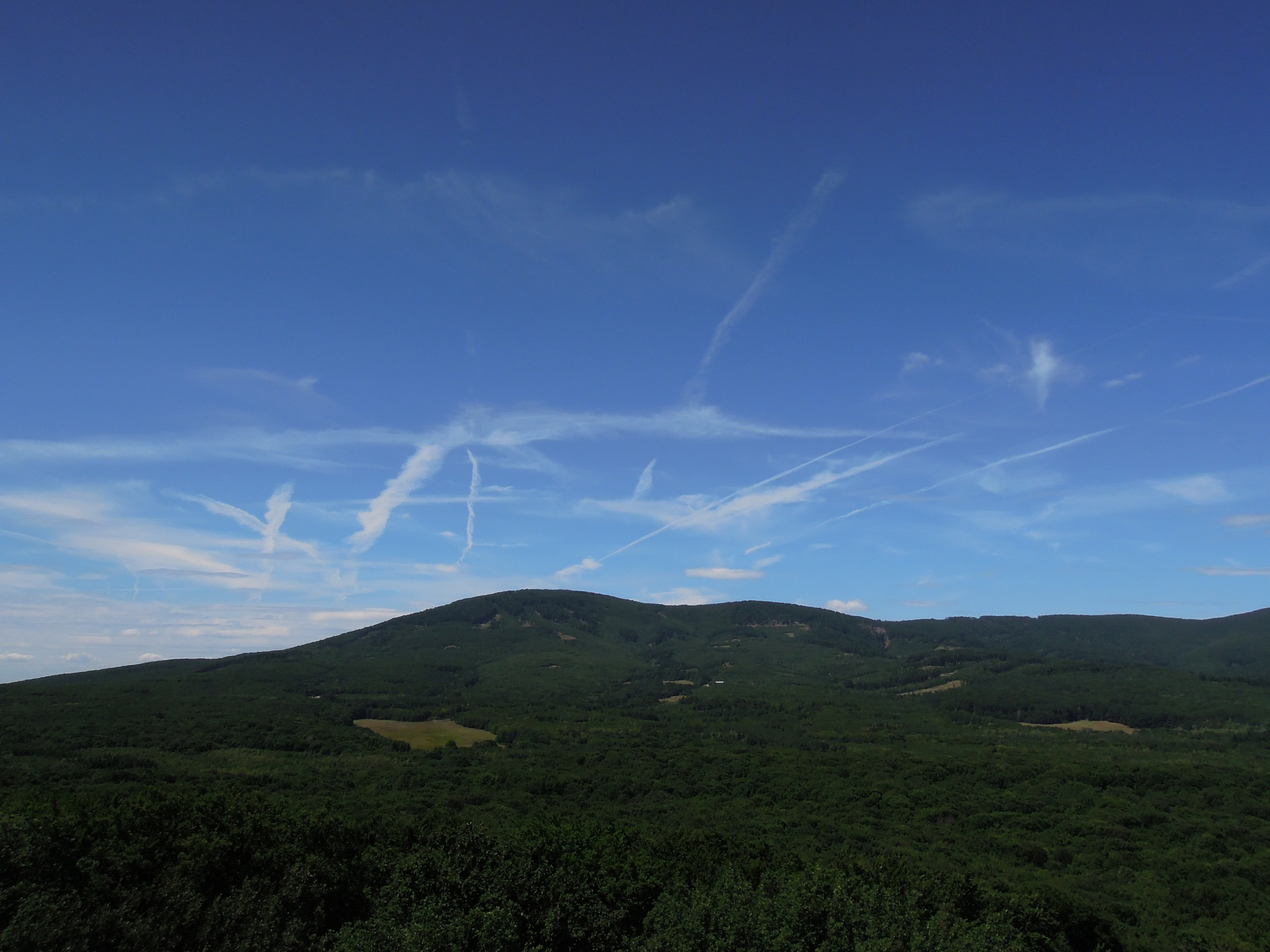
Veľký Tribeč (830 m)

Seznam vrcholů v Tribči zahrnuje pojmenované tribečské vrcholy s nadmořskou výškou nad 600 m. K sestavení seznamu bylo použito map dostupných na stránkách hiking.sk.

## Seznam vrcholů
| #   | Vrchol        | Výška (m) | Souřadnice                       | Přístup                                             |
| --- | ------------- | --------- | -------------------------------- | --------------------------------------------------- |
| 1.  | Veľký Tribeč  | 830       | 48°28′10″ s. š., 18°14′23″ v. d. | červená turistická značka · modrá turistická značka |
| 2.  | Sokolec       | 799       | 48°31′16″ s. š., 18°32′40″ v. d. | neznačeno                                           |
| 3.  | Malý Tribeč   | 769       | 48°28′30″ s. š., 18°15′02″ v. d. | modrá turistická značka                             |
| 4.  | Veľká Ostrá   | 745       | 48°32′39″ s. š., 18°29′20″ v. d. | neznačeno                                           |
| 5.  | Hrubý vrch    | 735       | 48°33′07″ s. š., 18°28′52″ v. d. | neznačeno                                           |
| 6.  | Javorový vrch | 731       | 48°29′45″ s. š., 18°18′34″ v. d. | zelená turistická značka · žlutá turistická značka  |
| 7.  | Lámaniny      | 730       | 48°30′33″ s. š., 18°31′14″ v. d. | neznačeno                                           |
| 8.  | Brezov vrch   | 722       | 48°29′49″ s. š., 18°31′05″ v. d. | neznačeno                                           |
| 9.  | Medvedí vrch  | 719       | 48°29′11″ s. š., 18°15′42″ v. d. | modrá turistická značka · zelená turistická značka  |
| 10. | Rázdiel       | 687       | 48°31′42″ s. š., 18°27′00″ v. d. | neznačeno                                           |
| 11. | Koreňová      | 639       | 48°29′23″ s. š., 18°20′14″ v. d. | modrá turistická značka                             |
| 12. | Kamenné vráta | 618       | 48°28′45″ s. š., 18°17′12″ v. d. | neznačeno                                           |
| 13. | Žibrica       | 617       | 48°22′03″ s. š., 18°09′06″ v. d. | červená turistická značka                           |
| 14. | Papaj vrch    | 616       | 48°31′13″ s. š., 18°28′00″ v. d. | neznačeno                                           |
| 15. | Veľký Vracov  | 609       | 48°33′32″ s. š., 18°26′08″ v. d. | neznačeno                                           |
| 16. | Kamenné vráta | 608       | 48°30′51″ s. š., 18°30′19″ v. d. | neznačeno                                           |